# Форначе Мауле (Ровиго)
Форначе Мауле је насеље у Италији у округу Ровиго, региону Венето.
Према процени из 2011. у насељу је живело 40 становника. Насеље се налази на надморској висини од 6 м.